# 2022年のベトナム
本項では、2022年のベトナムについて述べる。

## 要職者
| 画像 | 役職                               | 名前                   |
| ---- | ---------------------------------- | ---------------------- |
|      | ベトナム共産党中央執行委員会書記長 | グエン・フー・チョン   |
|      | 国家主席                           | グエン・スアン・フック |
|      | 首相                               | ファム・ミン・チン     |
|      | 国会議長                           | ヴオン・ディン・フエ   |

## 出来事
- 通年： COVID-19の流行
- 2月26日 - ホイアン市沖で観光船が転覆し、17人が死亡した[1][2]。

- 5月12日 - 2021年東南アジア競技大会が開幕。
- 9月1日 - フエ市が2階建てバスの運行を正式に開始[3]。
- 9月6日 - ビンズオン省トゥアンアンにあるカラオケバーで火災が発生し、少なくとも32人が死亡した[4]。

- 11月16日 - グエン・スアン・フック国家主席と代表団がタイ王国を公式訪問[5]。
- 12月4日 - グエン・スアン・フックが韓国を訪問（3日間）[6]。5日には尹錫悦と首脳会談を行った[7]。
- 12月31日 - ドンタップ省で10歳の少年が工事現場の深さ35メートルあるコンクリート杭内に転落[8]。5日後に死亡の判断が下され、救助活動は終了した[9]。

## 死去

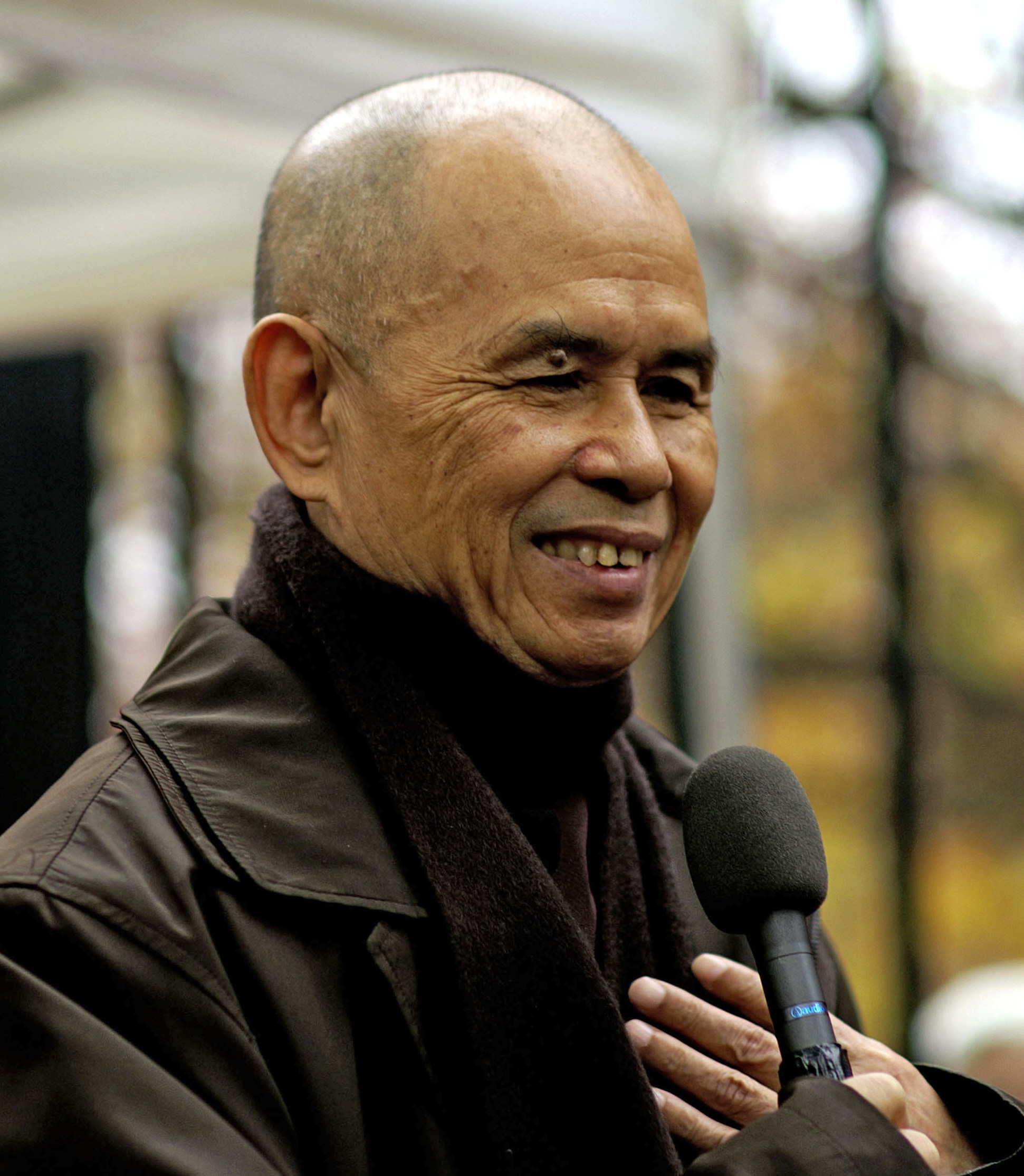
ティク・ナット・ハン

- 1月9日：ヌギェン・コーン（英語版）：政治家、元ベトナム副首相（英語版）[10]
- 1月22日 - ティク・ナット・ハン：禅僧[11]
- 3月25日 - グエン・フウ・ヴィエット（英語版）：水泳選手[12]
- 7月6日 - トリシア（英語版）：ベトナム生まれのパース動物園（英語版）のゾウ[13]
- 9月6日 - タム・トゥイ・ハン（英語版）：女優[14]
- 11月9日 - レ・リュー：作家[15]